# Too Many Losing Heroines!
Too Many Losing Heroines! (負けヒロインが多すぎる！), également connue sous le nom de Makeine (マケイン), est une série de light novels japonais écrite par Takibi Amamori et illustrée par Imigimuru.
La publication de la série a commencé sous le label Gagaga Bunko de Shogakukan en juillet 2021. Une adaptation en manga illustrée par Itachi a débuté sa sérialisation sur le site Ura Sunday (ja) de Shogakukan et sur l’application MangaOne (ja) en avril 2022.
Une adaptation en série d’animation, produite par le studio A-1 Pictures, a été diffusée du 13 juillet au 28 septembre 2024, comptabilisant un total de 12 épisodes. Une deuxième saison est annoncée.

## Synopsis
L'histoire se déroule à Toyohashi, dans la préfecture d'Aichi, elle suit les aventures de Kazuhiko Nukumizu, un lycéen plutôt réservé, qui se lie d'amitié avec plusieurs jeunes filles. Parmi elles, Anna Yanami, une fille populaire et gourmande, qui voit son cœur brisé après avoir été rejetée par son ami d'enfance. Se considérant comme un « personnage de second plan », Kazuhiko décide de soutenir ces jeunes filles qu'il surnomme des « héroïnes perdantes ».

## Personnages

### Personnages principaux
Kazuhiko Nukumizu (温水 和彦, Nukumizu Kazuhiko)
Voix japonaise : Shuichiro Umeda (ja)
Le protagoniste de la série, c'est un lycéen de seconde réservé, doté d'une personnalité analytique et d'un penchant marqué pour la culture otaku, notamment les light novels. Peu enclin aux relations sociales, il préfère souvent rester seul, mais cela ne l'empêche pas de prodiguer de précieux conseils à ceux qui l'entourent. Observant les héroïnes de l’histoire essuyer des échecs amoureux, il choisit de les soutenir émotionnellement et de les aider à tourner la page – même si leurs frasques ont parfois le don de l’exaspérer.
Anna Yanami (八奈見杏菜, Yanami Anna)
Voix japonaise : Hikaru Tohno (ja)
L’une des héroïnes perdantes de l’histoire, c’est une fille populaire de la classe de Kazuhiko, dotée d’une personnalité rayonnante et charismatique. Très proche de Lemon, elle attire l’attention de nombreux garçons, mais son cœur est depuis longtemps pris par son ami d’enfance, Sōsuke Hakamada. Malheureusement, ce dernier ne partage pas ses sentiments et a préféré se mettre en couple avec sa rivale, Karen Himemiya, au grand désarroi et à la jalousie cachée d'Anna. Elle est également connue pour son appétit féroce et est souvent vue en train de manger, tout en conservant une silhouette saine et élancée.
Lemon Yakishio (焼塩 檸檬, Yakishio Remon)
Voix japonaise : Shion Wakayama (ja)
Une des héroïnes perdantes de l’histoire et une autre camarade de classe de Kazuhiko. As du club d’athlétisme et tout aussi populaire que Yanami, elle est amoureuse de son ami d’enfance, Mitsuki Ayano, qui est déjà en couple avec Chihaya Asagumo. D'abord dévastée par le fait que Mitsuki ne la considère pas de la même manière qu'il voit Chihaya, elle apprend par la suite que Mitsuki avait également éprouvé des sentiments pour elle dans leur enfance. Cette révélation aide Lemon à faire la paix avec son chagrin et à aller de l'avant, tout en restant amie avec Mitsuki et Chihaya.
Chika Komari (小鞠知花, Komari Chika)
Voix japonaise : Momoka Terasawa (ja)
Une autres des héroïnes perdantes de l’histoire et camarade de classe de Kazuhiko, elle est membre du club de littérature. Timide et réservée, elle a toujours eu des difficultés à exprimer ses sentiments aux autres. Elle a longtemps éprouvé des sentiments pour Shintarō Tamaki, qui n’en a jamais rien su, car elle n’a jamais trouvé le courage de les lui avouer, étant en proie à des émotions complexes envers Koto. Bien que Shintarō n’ait pas partagé ses sentiments, elle maintient une relation amicale avec lui et Koto, choisissant d’avancer malgré son amour non réciproque.

### Lycée Tsuwabuki

#### Élèves
Koto Tsukinoki (月之木 古都, Tsukinoki Koto)
Voix japonaise : Atsumi Tanezaki
Vice-présidente du club de littérature, elle est l’amie d’enfance de Shintarō, qui éprouve des sentiments pour elle. Récemment, elle est devenue sa petite amie.
Shintarō Tamaki (玉木 慎太郎, Tamaki Shintarō)
Voix japonaise : Yūsuke Kobayashi
Le président du club de littérature dont Chika est amoureuse. Cependant, il n'éprouve aucun sentiment romantique pour elle et est plutôt amoureux de Koto.
Sōsuke Hakamada (袴田 草介, Hakamada Sōsuke)
Voix japonaise : Ryōta Ōsaka (ja)
Un autre camarade de classe de Kazuhiko, qui est l'ami d'enfance et le beguin de longue date d'Anna.
Karen Himemiya (姫宮 華恋, Himemiya Karen)
Voix japonaise : Azumi Waki (ja)
Une autre camarade de classe de Kazuhiko, elle est la petite amie de Sōsuke et la rivale d'Anna. Ignorant qu'Anna a été rejetée par Sōsuke, elle tente souvent de s’entendre avec elle. C’est une jeune fille gentille et enjouée, toujours soucieuse du bien-être des autres, qui s’efforce de nouer des amitiés avec des personnes comme Kazuhiko.
Mitsuki Ayano (綾野 光希, Ayano Mitsuki)
Voix japonaise : Chiaki Kobayashi
Un autre camarade de classe de Kazuhiko, il est l'ami d'enfance et le béguin de Lemon. Dans leur jeunesse, il éprouvait des sentiments pour elle, mais ne comprenait pas vraiment la nature de ceux-ci et n’a jamais eu l'occasion de les exprimer, se jugeant indigne d'elle en raison de sa popularité. Actuellement en couple avec Chihaya Asagumo, il parvient néanmoins à maintenir de bonnes relations avec Lemon.
Chihaya Asagumo (朝雲 千早, Asagumo Chihaya)
Voix japonaise : Reina Ueda
Une autre camarade de classe de Kazuhiko qui est la petite amie de Mitsuki. Lemon et elle deviennent de bonnes amies par la suite, même si parfois, elle ne peut s'empêcher de s'inquiéter que Mitsuki ne la trompe avec elle.

#### Bureau des élèves
Hibari Hōkobaru (放虎原 ひばり, Hōkobaru Hibari)
Voix japonaise : Hiroki Nanami (ja)
C'est la présidente du bureau des élèves et la cousine d'Hiroto.
Tiara Basori (馬剃 天愛星, Basori Tiara)
Voix japonaise : Sumire Morohoshi
C'est la vice-présidente du bureau des élèves.
Yumeko Shikiya (志喜屋 夢子, Shikiya Yumeko)
Voix japonaise : Chika Anzai
C'est la secrétaire du bureau des élèves.
Hiroto Sakurai (桜井 ひろと, Sakurai Hiroto)
Le trésorier du bureau des élèves et le cousin d'Hibari.

#### Personnels
Konami Amanatsu (甘夏 古奈美, Amanatsu Konami)
Voix japonaise : Sumire Uesaka
La professeure principale de la classe de Kazuhiko.
Sayo Konuki (小抜 小夜, Konuki Sayo)
Voix japonaise : Chiwa Saitō
L'infirmière du lycée.

### Autres
Kaju Nukumizu (温水 佳樹, Nukumizu Kaju)
Voix japonaise : Minami Tanaka
C'est la petite sœur de Kazuhiko, elle est en deuxième année au collège, malgré son amour et respect pour ce-dernier elle se moque souvent du fait qu'il a pas d'amis. Plus-tard elle se liera d'amitié avec Anna.
Asami Gondō (権藤 アサミ, Gondō Asami)
Voix japonaise : Akira Sekine (ja)
C'est une collégienne de deuxième année et amie de Kaju.

## Productions et supports

### Light novel
Écrit par Takibi Amamori et illustré par Imigimuru (déjà connu pour son travail sur Lycoris Recoil), Too Many Losing Heroines! a débuté sa publication le 21 juillet 2021 sous le label Gagaga Bunko de Shogakukan. Au 18 juillet 2024, la série compte sept volumes et un recueil de nouvelles.
Une version livre audio de la série a été lancée le 20 septembre 2023, avec les voix de Shōtarō Uzawa, Rina Honnizumi, Maki Yamaichi, Mei Shibata, Chihiro Shirata, Keaki Watanabe, Shuma Konoe, Yurie Igoma, Kiri Kamasawa, et Taira Yamauchi, tous issus de 81 Produce. La publication couvre jusqu'au deuxième volume de la série,.

#### Liste des volumes
| no      | Japonais         | Japonais          | Français       | Français |
| no      | Date de sortie   | ISBN              | Date de sortie | ISBN     |
| ------- | ---------------- | ----------------- | -------------- | -------- |
| 1       | 21 juillet 2021  | 978-4-09-453017-9 |                |          |
| 2       | 18 novembre 2021 | 978-4-09-453041-4 |                |          |
| 3       | 19 avril 2022    | 978-4-09-453064-3 |                |          |
| 4       | 18 octobre 2022  | 978-4-09-453094-0 |                |          |
| 5       | 17 mars 2023     | 978-4-09-453118-3 |                |          |
| 6       | 18 décembre 2023 | 978-4-09-453164-0 |                |          |
| 7       | 18 juillet 2024  | 978-4-09-453197-8 |                |          |
| Spécial | 18 juillet 2024  | 978-4-09-453201-2 |                |          |

### Manga
Une adaptation en manga illustrée par Itachi a débuté sa sérialisation sur le site Ura Sunday et l’application MangaOne de Shogakukan le 29 avril 2022.

### Anime
Une adaptation en série télévisée animée a été annoncée en décembre 2023,. Produit par Aniplex et animé par le studio A-1 Pictures, la série est réalisée par Shōtarō Kitamura, avec des scripts écrits par Masahiro Yokotani et des character design fait par Tetsuya Kawakami tandis que la bande originale de la série est composée par Kana Utatane. La diffusion de la série à eu lieu entre le 13 juillet et 28 septembre 2024 sur Tokyo MX et autres réseaux .
Crunchyroll détient les droits de diffusion en simulcast de la série dans le monde entier, excepté en Asie.
L'opening de la série, intitulée Tsuyogaru Girl (つよがるガール, litt. « Une fille qui a du caractère »), est réalisée par BotchiBoromaru en featuring de Mossa du groupe Necry Talkie (en), la série compte plusieurs ending, le premier est un cover de la chanson Love 2000 de Hitomi interprété par Hikaru Tohno (ja) la comédienne d'Anna Yanami, le second est un cover de la chanson Crazy For You de Kylee interprété par Shion Wakayama (ja) la comédienne de Lemon Yakishio et le troisième est un cover de la chanson Feel My Soul de YUI interprété par Momoka Terasawa (ja) la comédienne de Chika Komari.
Le 6 avril 2025, lors d'un événement célébrant l'animé une deuxième saison est officialisé pour celui-ci.

#### Liste des épisodes
| No | Titre français                                                                               | Titre japonais                                                               | Titre japonais                                                                             | Date de 1re diffusion |
| No | Titre français                                                                               | Kanji                                                                        | Rōmaji                                                                                     | Date de 1re diffusion |
| -- | -------------------------------------------------------------------------------------------- | ---------------------------------------------------------------------------- | ------------------------------------------------------------------------------------------ | --------------------- |
| 1  | L'amie d'enfance professionnelle, Anna Yanami, face à sa défaite                             | プロ幼馴染 八奈見杏菜の負けっぷり                                            | Puro Osananajimi Yanami Anna no Make-ppuri                                                 | 13 juillet 2024       |
| 2  | À toi cette défaite courue d'avance                                                          | 約束された敗北を君に                                                         | Yakusoku Sareta Haiboku o Kimi ni                                                          | 20 juillet 2024       |
| 3  | Perdante avant la bataille                                                                   | 戦う前から負けている                                                         | Tatakau Mae Kara Maketeiru                                                                 | 27 juillet 2024       |
| 4  | Si tu regardes une héroïne perdante, elle te regarde aussi                                   | 「負けヒロインを覗く時、負けヒロインもまたあなたを覗いているのだ」           | Make Hiroin o Nozoku Toki, Make Hiroin mo Mata Anata o Nozoiteiru Noda                     | 3 août 2024           |
| 5  | Chihaya Asagumo est déconcertante                                                            | 朝雲千早は惑わせる                                                           | Asagumo Chihaya wa Madowaseru                                                              | 10 août 2024          |
| 6  | Que ceux qui n'ont jamais pris de râteau jettent la première pierre à l'héroïne perdante     | 振られたことのない者だけが、負けヒロインに石を投げなさい                     | Furareta Koto no Nai Mono Dake Ga, Make Hiroin ni Ishi o Nagenasai                         | 17 août 2024          |
| 7  | L'envers d'une fin heureuse                                                                  | ハッピーエンドの向こう側                                                     | Happīendo no Mukōgawa                                                                      | 25 août 2024          |
| 8  | La consult' résoudra tous vos problèmes                                                      | おこまりでしたらコンサルに                                                   | Oko Marideshitara Kon Saru ni                                                              | 1er septembre 2024    |
| 9  | Faites comme si j'étais une tache au plafond et continuez                                    | 先生は天井の染みかなんかだと思って、続きをどうぞ                             | Sensei wa Tenjō no Shimi ka Nankada to Omotte, Tsuzuki o Dōzo                              | 8 septembre 2024      |
| 10 | Il est trop tôt pour les adieux                                                              | さようならには早すぎる                                                       | Sayōnara ni wa Hayasugiru                                                                  | 14 septembre 2024     |
| 11 | Discutons de la responsabilité des résultats                                                 | 結果責任についての話をしようか                                               | Kekka Sekinin ni Tsuite no Hanashi wo Shiyou ka                                            | 21 septembre 2024     |
| 12 | Serais-je ce figurant qui apparaît aux côtés de l’héroïne perdante lors du dernier épisode ? | 俺はひょっとして、最終話でヒロインの横にいるポッと出のモブキャラなのだろうか | Ore wa Hyottoshite, Saishuuwa de Heroine no Yoko ni Iru Pottode no Mob Chara nano Darou ka | 28 septembre 2024     |

### Autre
La série a bénéficié d'une collaboration d'illustration avec le deuxième volume de la série manga Starting Today, We're Childhood Friends de Midori Obiya. Il a également eu de multiples collaborations avec le zoo et parc botanique de Toyohashi et JR Tōkai,,,.

## Réception
Dans l'édition 2022 du guide annuel des light novels de Takarajimasha, Kono Light Novel ga Sugoi!, la série de romans s'est classée 18e dans la catégorie bunkobon et 11e dans la catégorie nouvelle œuvre.